# 2nd Anniversary Live -5th ATTACK 070922- 日本武道館
『2nd Anniversary Live -5th ATTACK 070922- 日本武道館』（セカンド・アニヴァーサリー・ライヴ フィフス・アタック 070922 にっぽんぶどうかん）は、日本の音楽グループ・AAAが2008年1月9日にリリースした5作目の映像作品。この時初めて、DVDとHD DVDの2形態を出した。

## 概要
- AAAの日本武道館の2回目のライヴを収録したもの。
- 衣装など、メンバー自分達主体で作り上げたライブだったとメンバーの西島隆弘が語っている[1]。

## 販売形態
- スペシャル盤(2枚組)
  - 「Live Disc」+「Special Bonus Disc」
  - AVBD-91498~91499
  - デジパック仕様
- 通常盤
  - 「Live Disc」
  - AVBD-91500
- HD-DVD盤
  - 「Live Disc」
  - AVHD-91602

## 映像収録内容
- Live Disc

1. 唇からロマンチカ
2. Paradise Paradise
3. VIRGIN F
4. Red Soul
5. Friday Party(ACT CORNER)
6. 出逢いのチカラ(ACT CORNER)
7. 花火(ACT CORNER)
8. No End Summer(ACT CORNER)
9. チューインガム(ACT CORNER)
10. 出逢いのチカラⅡ(ACT CORNER)
11. Get チュー!
12. Shalala キボウの歌
13. きれいな空
14. Wonderful Life
15. Us
16. Body Talker
17. BLOOD on FIRE
18. That's Right
19. Climax Jump
20. SUNSHINE

-ENCORE-
1. SHEの事実
2. Winter lander!!
3. ハリケーン・リリ、ボストン・マリ (Original long version)
4. 最後のコトバ

- Special Bonus Disc

1. ACCESS ALL AREA -Count Down to BUDOKAN-
2. Multi Angle -7 Shots-
3. Red Soul
4. SHEの事実

## 参加ミュージシャン
バンドメンバー
- 井出泰彰：Keyboard & Bass
- 菊池真義：Guitar
- 福長雅夫：Percussion
- 岡部磨知：Violin